# Sylvie Tremblay
Sylvie Tremblay (née le 30 juin 1953 à Kénogami, Jonquière, au Québec) est une chanteuse et comédienne canadienne. Dotée d'une voix puissante et d'une solide expérience de la scène, elle évolue dans le milieu de la création artistique québécoise depuis plus de trente ans.

## Biographie
Remarquée au sein de la formation Sandelina, elle s'impose au début des années 1980 (au rythme des nombreux prix qu'elle remporte) comme une auteure-compositeure-interprète à part entière. Le succès radiophonique du simple Passage est suivi de son premier album Ni bleu, Ni vert en 1983. Si les ventes de disques sont modestes, ses spectacles sont des événements courus. Outre sa capacité à dépeindre des univers poétiques sensible, les critiques soulignent la richesse de sa voix ainsi que sa grande aisance sur scène. Son deuxième album Parfum d'orage en 1986, est précédé de sa chanson signature Je voudrais voir la mer. Parallèlement, ses talents de comédienne sont de plus en plus sollicités (télé-séries, films, théâtre, improvisation) allant même jusqu'à tenir des rôles-titres pour des projets musicaux plus ambitieux comme Carmen de Robert Lepage en 1988, et Gala de Jean-Pierre Ferland en 1989. 
Artiste engagée, elle s'implique dans plusieurs causes à caractère social et humanitaire. Artiste multidisciplinaire, elle touche à plusieurs aspects de son métier liés à la création comme : la danse, les arts visuels, la publication de texte, l’enseignement, la mise en scène, la production et la réalisation de spectacle. En 1992, son album Et tu chanteras ramène la chanteuse à l'avant-plan. En 1999, elle est en nomination pour un prix Gémaux pour le rôle de Béline Bérubé qu'elle incarne dans la télé-série Bouscotte de 1997 à 2001[réf. nécessaire]. Ses prestations au Studio-Théâtre de la Place des Arts en 2004 font l'objet d'un CD intitulé Sylvie Tremblay en Concert. En 2005, elle sera de la distribution du Nelligan de Tremblay/Gagnon dans le rôle d'une amie d'Émile (Françoise).
En 2010, elle se joint à l'équipe de Rita Lafontaine comme chargée de cours à l'Université du Québec à Trois-Rivières dans le cadre du certificat en Expression théâtrale. En 2011, à la mémoire de l'œuvre de son amie Hélène Pedneault (1952-2008), elle reprend un spectacle créé en 1992 avec celle-ci : Viens on va se faciliter la vie, accompagnée cette fois par la chanteuse Monique Fauteux.